# Люк (Меріленд)
Люк (англ. Luke) — місто (англ. town) в США, в окрузі Аллегені штату Меріленд. Населення — 85 осіб (2020).

## Географія
Люк розташований за координатами 39°28′44″ пн. ш. 79°3′32″ зх. д. / 39.47889° пн. ш. 79.05889° зх. д. (39.478843, -79.058973).  За даними Бюро перепису населення США в 2010 році місто мало площу 0,79 км², з яких 0,69 км² — суходіл та 0,10 км² — водойми.

## Демографія
Згідно з переписом 2010 року, у місті мешкало 65 осіб у 33 домогосподарствах у складі 18 родин. Густота населення становила 82 особи/км².  Було 61 помешкання (77/км²).
Расовий склад населення:
| - 100,0 % — білих |

До двох чи більше рас належало 0,0 %. Частка іспаномовних становила 6,2 % від усіх жителів.
За віковим діапазоном населення розподілялося таким чином: 15,4 % — особи молодші 18 років, 50,8 % — особи у віці 18—64 років, 33,8 % — особи у віці 65 років та старші. Медіана віку мешканця становила 48,5 року. На 100 осіб жіночої статі у місті припадало 116,7 чоловіків;  на 100 жінок у віці від 18 років та старших — 120,0 чоловіків також старших 18 років.
Середній дохід на одне домашнє господарство  становив 35 476 доларів США (медіана — 34 375), а середній дохід на одну сім'ю — 38 933 долари (медіана — 44 375). За межею бідності перебувало 27,8 % осіб, у тому числі 48,0 % дітей у віці до 18 років та 0,0 % осіб у віці 65 років та старших.
Цивільне працевлаштоване населення становило 35 осіб. Основні галузі зайнятості: освіта, охорона здоров'я та соціальна допомога — 25,7 %, роздрібна торгівля — 14,3 %, виробництво — 14,3 %.